# Триббетт, Грег
Грегори Арнольд Триббетт-младший (род. 7 ноября 1968 год; город Пеория, штат Иллинойс) — американский музыкант и автор песен, наиболее известный как участник метал-группы Mudvayne, где он исполнял роль гитариста и бэк-вокалиста. После распада группы, Грег стал членом супергруппы Hellyeah, но вскоре покинул её. В настоящее время является гитаристом метал-группы Audiotopsy.

## Музыкальная карьера

### Mudvayne
Триббетт основал Mudvayne в 1996 году в Пеории, штат Иллинойс. Первоначально состав группы состоял из басиста Шона Барклая, барабанщика Мэтью Макдоноу и самого Триббетта, игравшего на гитаре. Первоначальный состав группы окончательно сформировался, когда Чед Грей, зарабатывавший 40 000 долларов в год на фабрике, бросил свою работу, чтобы стать вокалистом группы. Триббетт появлялся на каждом из релизов группы, пока группа не взяла перерыв в 2010 году.

### Hellyeah
В 2006 году Триббетт присоединился к ведущему вокалисту Mudvayne Чеду Грею, ритм-гитаристу Тому Максвеллу и басисту Джерри Монтано из Nothingface в формировании хэви-метал/грув-метал супергруппы Hellyeah. Он покинул группу в 2014 году, чтобы заняться своим музыкальным проектом Audiotopsy.

### Audiotopsy
В 2015 году Триббетт сформировал группу Audiotopsy с бывшим ведущим вокалистом Skrape Билли Китоном, басистом Перри Стерном и бывшим барабанщиком Mudvayne Мэтью Макдоноу. Они выпустили свой дебютный студийный альбом Natural Causes 2 октября 2015 года. Второй альбом The Real Now был выпущен 2 ноября 2018 года.

## Оборудование
Грег предпочитает играть на электрогитарах таких фирм, как Gibson Flying Vs, Gibson Les Pauls, Ibanez S-series, Ibanez Artists ARX300, Washburn Vs и Legator Vs.
Legator Vs, которые Грег использует в последнее время, создали линейку подписных гитар специально для гитариста.

## Дискография
| Mudvayne - Kill, I Oughtta EP (1997) - L.D. 50 (2000) - The End of All Things to Come (2002) - Lost and Found (2005) - The New Game (2008) - Mudvayne (2009) | Hellyeah - Hellyeah (2007) - Stampede (2010) - Band of Brothers (2012) Audiotopsy - Natural Causes (2015) - The Real Now (2018) |